# 萨巴罗斯
萨巴罗斯（法語：Sabarros，法語發音：[sabaʁɔs]）是法国上比利牛斯省的一个市镇，属于塔布区。

## 地理
萨巴罗斯（43°14'14"N, 0°26'10"E）面积3.67 平方千米，位于法国奧克西塔尼大區上比利牛斯省，该省份为法国西南部内陆省份，北至热尔省，西接大西洋比利牛斯省，南与西班牙接壤，东临上加龙省。
与萨巴罗斯接壤的市镇（或旧市镇、城区）包括：维约佐斯、科布、加朗、雷屈尔、图尔努德旺。

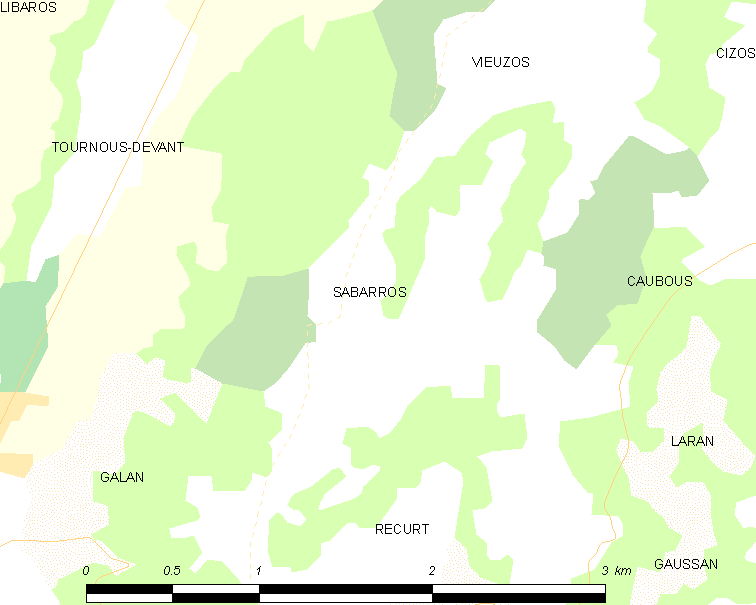
萨巴罗斯的OSM定位图

萨巴罗斯的时区为UTC+01:00、UTC+02:00（夏令时）。

## 行政
萨巴罗斯的邮政编码为65330，INSEE市镇编码为65381。

## 政治
萨巴罗斯所属的省级选区为阿罗斯河与巴伊斯河谷县。

## 人口

1962-2008年间萨巴罗斯人口变化图示

萨巴罗斯于2022年1月1日时的人口数量为33人。